# Solveig Nordlund
Solveig Nordlund, née à Stockholm le 9 juin 1943, est une cinéaste suédoise de naissance et naturalisée portugaise.

## Filmographie

### Réalisation
- O Espelho Lento (2009)
- Amanhã (2003)
- A Filha (2003)
- Aparelho Voador a Baixa Altitude (2002)
- Spärrvakten (1999)
- Uma Voz na Noite (1998)
- Comédia infantil (1998)
- António Lobo Antunes (1997)
- I morgon, Mario (Até amanhã, Mário) (1994)
- Bergtagen (1994)
- Vad hände katten i råttans år? (1985)
- Dina e Django (1983)
- Música Para Si (1979)
- Nem Pássaro Nem Peixe (1978)
- A Lei da Terra (1977)

### Montage
- I morgon, Mario (1994)
- Varning för Jönssonligan, de Jonas Cornell (1981)
- A Casa de Bebel, de Jonas Cornell (série pour la télévision suédoise) (1981)
- Passagem ou a Meio Caminho, de Jorge Silva Melo (1980)
- Alexandre e Rosa, court-métrage de João Botelho et Jorge Alves da Silva (1977-1978)
- Amour de perdition, de Manoel de Oliveira (1976-1978)
- A Lei da Terra, collectif Grupo Zero (1976)
- Moçambique – Um Programa Comemorativo da Independência, moyen-métrage (1975)
- Um Jornal Regional em Autogestão – O Setubalense, court-métrage d'Amílcar Lyra (1975)
- Greve na Construção Civil, court-métrage collectif de Cinequanon (1975)
- Desapareceu, série pour la télévision de Cinequipa (1974)
- Brandos Costumes, d'Alberto Seixas Santos (1973-1974)

### Mise en scène pour le théâtre
- A Noite é Mãe do Dia (La nuit est mère du jour), de Lars Norén.
- Vai Vir Alguém e Sonho de Outono (Rêve d'automne), de Jon Fosse.
- Traições (Trahisons), de Harold Pinter.
- Há Tanto Tempo (C'était hier), de Harold Pinter